# Autoría de la Biblia
Pocos libros bíblicos son considerados por los eruditos como el producto de un solo individuo; todos los libros del Antiguo Testamento se han editado y revisado para producir la obra conocida hoy día. El siguiente artículo describe las conclusiones de la mayoría de los estudios contemporáneos, junto con los puntos de vista tradicionales, tanto judíos como cristianos.

## Autoría Divina
Ambos judíos y cristianos han, de diferentes maneras, considerado la Biblia como la "Palabra de Dios". En muchas liturgias cristianas, las palabras "Esta es la Palabra del Señor" siguen la lectura de la Escritura. Tomás de Aquino declaró sin rodeos: "El autor de las Sagradas Escrituras es Dios". La Confesión de Fe de Westminster (1646) afirma que la autoría de la Biblia depende "totalmente de Dios (que es la verdad misma), el autor de la misma, y por lo tanto debe recibirse, porque es la Palabra de Dios".
Algunos de los libros de los Profetas Menores afirman que es de origen divino, así como la transmisión del libro a través de un profeta humano. Oseas 1: 1 tiene (posiblemente como un encabezado), "La palabra de Jehová que vino a Oseas hijo de Beeri... ", mientras que Joel, Miqueas y Sofonías comienzan de una manera similar. James L. Mays sugiere que la comprensión teológica del redactor final era que el libro en su totalidad es "la Palabra de Yavé".
Existe cierto debate en cuanto a cómo la palabra de Dios pudo haber sido transmitida a los autores. La posición habitual celebrada en la teología cristiana moderna es que la Palabra fue inspirada por Dios, mientras que hay algunos que creen que Dios dictó verbalmente la Palabra a aquellos que la grabaron (siendo esta la posición mantenida por judíos ortodoxos con respecto a la Torá, la parte más sagrada de la Biblia Judía).
Muchos evangélicos se refieren particularmente a 2 Timoteo 3: 16 como indica la autoría divina de la Biblia. En la traducción de la ESV se lee "Toda la Escritura es inspirada por Dios...", mientras que la NVI dice "Toda Escritura es inspirada de Dios..." Robert L. Reymond argumenta que Pablo "afirmaba el origen divino de la totalidad de las Escrituras", a pesar de que Pablo se refería específicamente al Antiguo Testamento.

## La Biblia  Hebrea

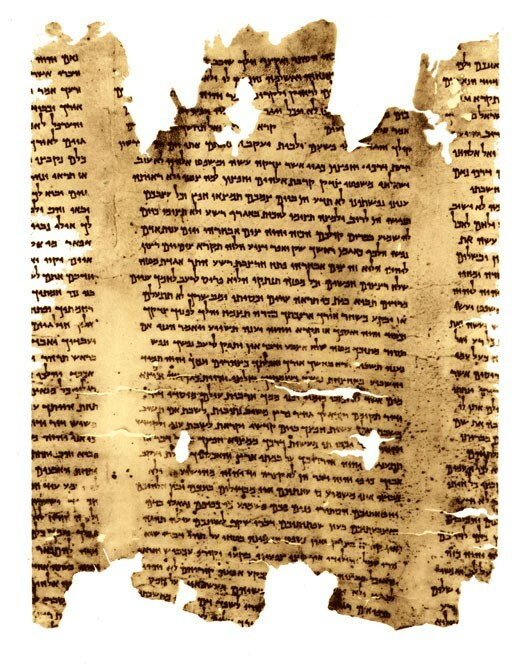
Un fragmento del Libro de Isaiah, encontrado entre los Manuscritos del Mar Muerto

"Biblia hebrea" es un término utilizado por los eruditos para referirse a los libros que componen la Biblia utilizado por Judíos y en las principales denominaciones protestantes. El orden utilizado aquí sigue las divisiones utilizadas en las Biblias judías.

### Torá
La Torá, que significa "Instrucción" o "Ley"; con frecuencia, en la literatura académica se llama por su nombre griego, el Pentateuco ("cinco libros"). Es el grupo de los cinco libros de Génesis, Éxodo, Levítico, Números y Deuteronomio y se encuentra en primer lugar en todas las versiones del Antiguo Testamento Cristiano.
Según la tradición rabínica, los cinco libros de la Torá fueron escritos por Moisés, a excepción de los ocho últimos versículos del Deuteronomio que describen su muerte. En la actualidad, la mayoría de los eruditos seculares coinciden que el Pentateuco no tiene un solo autor, y que su composición se desarrolló durante siglos.

#### Génesis, Éxodo, Levítico y Números
Desde finales del año 2017 hubo un consenso general entre los eruditos seculares alrededor de la hipótesis documentaria, lo que sugiere que los primeros cuatro libros (Génesis, Éxodo, Levítico, Números) fueron escritos alrededor 450 AC. combinando cuatro fuentes originalmente independientes, conocidas como yahvista,  elohista, deuteronómica y fuente sacerdotal.  Desde entonces, este enfoque ha pasado por varias revisiones, sin embargo, mientras que la identificación de las teologías y vocabularios Deuteronómicos y Sacerdotales distintivas sigue siendo generalizada, se utilizan para formar nuevos enfoques que sugieren que los libros se combinaron gradualmente con el tiempo por la acumulación lenta de "fragmentos" del texto, o que un texto básico fue "complementado" por autores/editores más adelante. Al mismo tiempo ha habido una tendencia a presentar los orígenes del Pentateuco más adelante en el tiempo, y las más recientes propuestas colocan en el territorio de Judá en el siglo V bajo el imperio Persa.

#### Deuteronomio
El Deuteronomio es tratado por separado del Génesis, Éxodo, Levítico y Números.  Su lugar en la hipótesis del documento no es normal, ya que, a diferencia de los otros cuatro, consiste en una sola "fuente".  El proceso de este desarrollo probablemente tomó varios cientos de años, desde el siglo VIII al VI, y sus autores han sido diversamente identificados como círculos proféticos (porque la preocupación del Deuteronomio refleja la de los profetas, especialmente Oseas), los círculos sacerdotales Levíticos (porque enfatiza el rol de los levitas), y los círculos scribales y de sabiduría (porque considera la sabiduría, y porque el formato de tratado en el cual está escrito era más conocido por los escribas). El Deuteronomio fue luego utilizado como introducción a la comprensión de la historia de Israel escrita al inicio del siglo VI, y más tarde fue separado de la historia y utilizado para completar el Pentateuco.

### Profetas

#### Antiguos Profetas
Los antiguos profetas (Nevi'im Rishonim [נביאים ראשונים], inventaron la primera parte de la segunda división de la biblia hebrea, la Nevi'im, que se traduce como "Profetas".  En las biblias cristianas el Libro de Ruth, el cual pertenece en la sección final a la biblia hebrea, es insertado entre Jueces y Samuel.
De acuerdo a la tradición judía que data de al menos el siglo II DC, el libro de Josué fue escrito por Josué, el libro de Jueces y el libro de Samuel fue por el profeta Samuel (con algunos pasajes de los profetas Gad y Natán), mientras que los dos Libros de Reyes fueron escritos por Jeremías. Desde 1943 muchos eruditos han aceptado los argumentos de Martin Noth según cual Deuteronomio, Josué, Jueces, Samuel y Reyes crearon un solo escrito, conocido como "Historia Deuteronomista".  Noth creía que la historia es el trabajo de un solo autor escribiendo en el tiempo del exilio de Babilonia (586 - 539 AC).  Este autor/editor tomó como punto de partida una versión anterior del libro del Deuteronomio, el cual ya había sido compuesto durante el reinado de Josías (último cuarto del siglo VII), seleccionando, editando y componiendo para producir un trabajo coherente.  Frank Moore Cross luego propuso que una versión previa de la historia fue compuesta en Jerusalén en tiempos de  Josías, esta primera versión, Dtr1, fue luego revisada y expandida para crear la segunda edición de Noth, o Dtr2.  Aún después eruditos han descubierto otras áreas y otros autores-editores.  En los noventa algunos eruditos comenzaron a poner en duda la existencia de una historia Deuteronomista y la pregunta sobre el origen de estos libros continúa siendo debatida.

#### Últimos profetas

##### Isaías
Según los estudios de hoy en día, el libro de Isaías está dividido en tres partes, cada una con un origen diferente: "El Proto-Isaías", capítulos 1 a 39, que contiene las palabras del histórico profeta Isaías en el octavo siglo AC y expansiones posteriores de sus discípulos; "Deuteroisaías" (capítulos 40-55), que fue escrito por un autor anónimo judío en Babilonia cerca del final del cautiverio de Babilonia; y "Trito-Isaías" (capítulos 56-66), por discípulos anónimos de Deuteroisaías en Jerusalén, inmediatamente después del regreso de Babilonia: 444  (aunque algunos estudios sugieren que los capítulos 55-66 fueron escritos por Deuteroisaías después de la caída de Babilonia.). Esta secuencia ordenada de material pre-exilio, exilio y post-exilio es algo engañoso, ya que ediciones significativas han claramente ocurrido en las tres partes.

##### Jeremías
Jeremías vivió entre finales del séptimo y principio del sexto siglo AC. El Libro de Jeremías presenta a Baruc ben Nerías como compañero del profeta que escribe sus palabras en varias ocasiones, y ha habido mucha especulación en consecuencia que Baruch podría haber compuesto una edición anterior del libro. En el siglo XX, Sigmund Mowinckel identificó tres tipos de material en el libro, Jeremías 1-25 (Tipo A) siendo las palabras del mismo Jeremías, el material biográfico en prosa (Tipo B), escrito por un admirador c.580-480 AC, y el resto (Tipo C) en períodos posteriores. las ideas de Mowinckel generaron un considerable debate sobre, en particular la extensión del material de Jeremías y el papel de Baruch, que pudo haber sido el autor del material Tipo B. En general, se acordó que el libro tiene fuertes conexiones con las capas Deuteronomistas de los profetas anteriores, recapitulando en términos modernos la idea tradicional de que Jeremías escribió tanto su propio libro y los libros de los Reyes.

##### Ezequiel
El libro de Ezequiel se describe como las palabras de Ezequiel ben-Buzi, un sacerdote que vivió en el exilio en la ciudad de Babilonia entre 593 y 571 AC. Los diversos manuscritos, sin embargo, difieren notablemente entre sí, y está claro que el libro ha sido sometido a extensa edición. Si bien el propio Ezequiel pudo haber sido responsable de esta revisión, hay un acuerdo general de que el libro como lo tenemos hoy es el producto de un círculo sacerdotal altamente educado que debía lealtad al Ezequiel histórico y que estaba estrechamente vinculado al Templo.

### Otros libros

#### Ruth
El Talmud se refiere a Samuel como el autor del libro de Ruth, pero esto entra en conflicto con varios detalles en el interior del libro. Se ha propuesto que el autor anónimo era una mujer, o si fue un hombre, uno que tomó en serio las cuestiones de la mujer. El libro es en gran medida una unidad, aunque la genealogía de David parece ser una adición posterior.

#### Cantar de los Cantares
El Cantar de los Cantares se atribuye tradicionalmente a Salomón, pero los eruditos modernos lo datan alrededor del siglo tercero antes de Cristo. Los estudiosos aún debaten si se trata de una sola obra unificada (y por lo tanto de un solo autor), o más bien se trata de una antología.

#### Qoheleth / Eclesiastés
El libro de Eclesiastés generalmente se data a mediados del 3.er siglo antes de Cristo. Una procedencia de Jerusalén se considera probable. La afirmación del libro de Salomón como autor es una ficción literaria; el autor también se identifica a sí mismo como "Qohelet", una palabra de significado oscuro la cual los críticos han entendido diversamente como un nombre personal, un seudónimo, un acrónimo, o una función; una autoidentificación final, así como "pastor", un título por lo general que implica a la realeza.

#### Lamentaciones
El libro de Lamentaciones es atribuido por tradición al profeta Jeremías; la evidencia lingüística y teológica señala su origen como un libro distinto en el tercero o segundo siglo antes de Cristo, el cuyo contenido tiene origen en las celebraciones especiales de luto que se llevaban a cabo en las comunidades Judías exiliadas y de post-exilio.

## Nuevo testamento

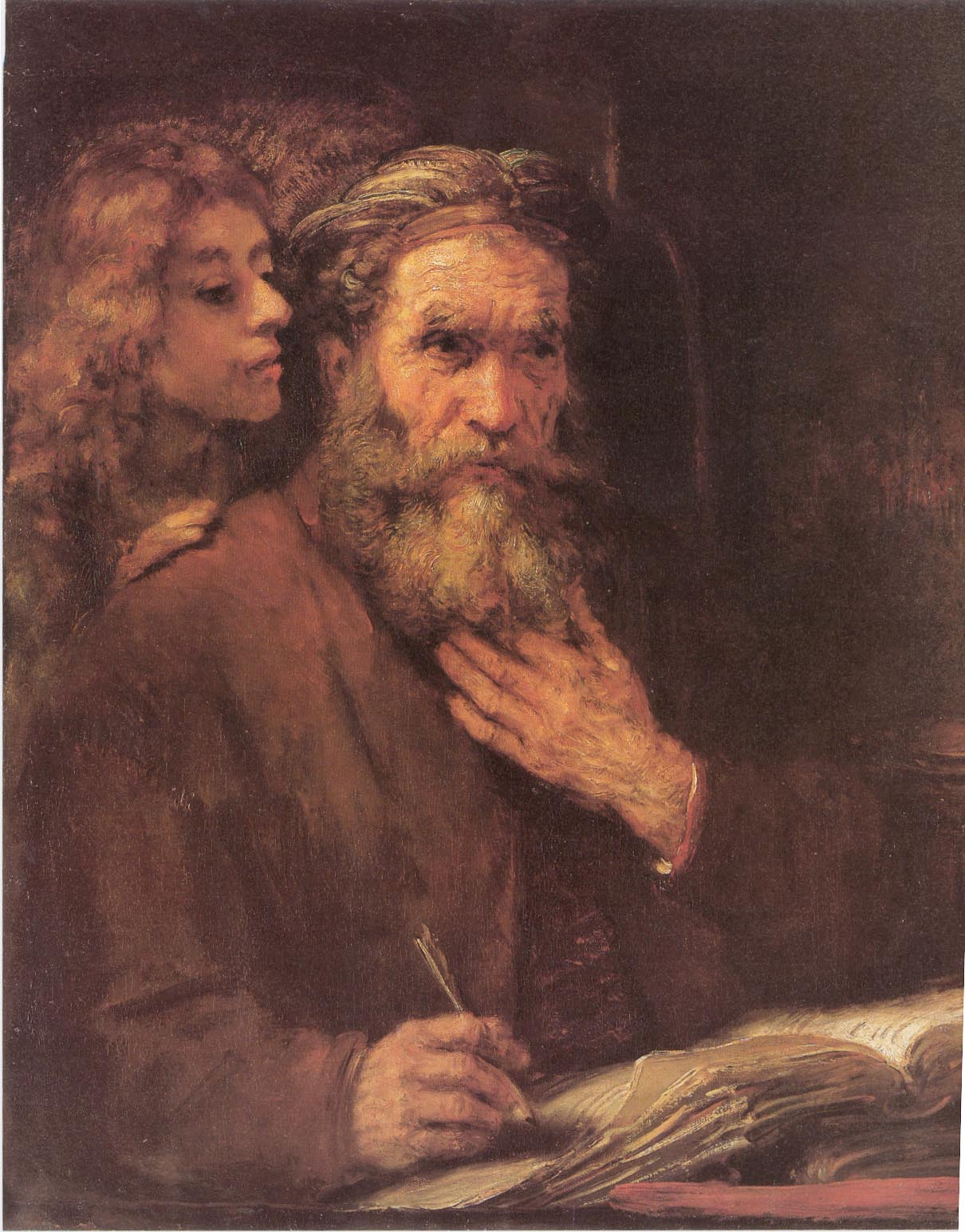
El evangelista Mateo y el Angel por Rembrandt

### Evangelios y hechos
Los Evangelios (y hechos) son anónimos, ya que ninguno nombran a un autor, mientras que el Evangelio de Juan podría ser considerado de igual forma como una excepción, porque el autor refiere a sí mismo como "el discípulo que Jesús amaba" y afirma ser un miembro del círculo íntimo de Jesús, hoy la mayoría de los estudiosos consideran este pasaje como una interpolación (véase abajo).
Los estudiosos coinciden que los evangelios sinópticos (Mateo, Marcos y Lucas) muestran un alto nivel de referencia cruzada. La explicación habitual, la hipótesis de dos fuentes, es que Marcos fue escrito primero y que los autores de Mateo y Lucas se basaron en Marcos y el hipotético documento Q. Los estudios coinciden que el Evangelio de Juan fue el último escrito, usando una tradición diferente y cuerpo de testimonio. Además, la mayoría de los estudiosos coinciden que el autor de Lucas también escribió Hechos de los apóstoles, haciendo Lucas-Hechos dos mitades de una misma obra.

#### Marcos
De acuerdo con la tradición y los padres de la iglesia primitiva, el autor es Marcos el Evangelista el compañero del Apóstol Pedro. El evangelio, sin embargo, parece depender de varias fuentes subyacentes, las cuales varían en forma y en la teología, y que habla en contra de la tradición de que el evangelio se basa en la predicación de Pedro. Varios elementos dentro del evangelio, incluyendo la importancia de la autoridad de Pedro y la amplitud de la teología básica, indican que la autor escribió en Siria o Palestina para una comunidad cristiana no judía que había absorbido a principios la influencia de las creencias pre-paulinas y luego se desarrolló aún más independiente de Pablo.

#### Mateo
La tradición paleocristiana sostuvo que el Evangelio de Mateo fue escrito en «hebreo» (arameo, el lenguaje de Judea) por el  apóstol Mateo, el recaudador de impuestos y discípulo de Jesús, pero de acuerdo con la mayoría de los estudiosos modernos, es poco probable que este Evangelio fue escrito por un testigo presencial. Los estudiosos modernos interpretan la tradición en el sentido de que  Papías, su fuente, escrita alrededor de 125-150 CE, cree que Mateo había hecho una recopilación de los dichos de Jesús. La descripción de Papías no corresponde muy bien con lo que se conoce del evangelio, probablemente fue escrito en griego, no en arameo o hebreo, depende de los Evangelios griegos de Marcos y en el hipotético documento Q, y no es una colección de dichos.  A pesar de que la identidad del autor es desconocido, la evidencia interna del Evangelio indica que él era un escriba judío varón étnico de una ciudad helenizado, posiblemente Antioquía en Siria, que escribió entre 70 y 100 AD. utilizando una variedad de tradiciones orales y las fuentes escritas sobre Jesús.